# Arrach
Arrach ist eine Gemeinde und ein staatlich anerkannter Luftkurort im Oberpfälzer Landkreis Cham.

## Geografie

### Geografische Lage
Die Gemeinde liegt im Bayerischen Wald im Tal des Weißen Regens im Lamer Winkel und ist von den Bergzügen des Ossers, des Arbers, des Riedelsteins, des Kaitersberges und des Hohen Bogens umgeben.

### Gemeindegliederung
Es gibt 13 Gemeindeteile (in Klammern ist der Siedlungstyp angegeben):
- Arrach (Kirchdorf)
- Auhof (Weiler)
- Drittenzell (Weiler)
- Eck (Einöde)
- Eckelshof (Einöde)
- Eschlsaign (Einöde)
- Großmühle (Einöde)
- Haibühl (Pfarrdorf)
- Kleß (Einöde)
- Kummersdorf (Feriendorf)
- Ottenzell (Dorf)
- Ottmannszell (Einöde)
- Stadlern (Weiler)

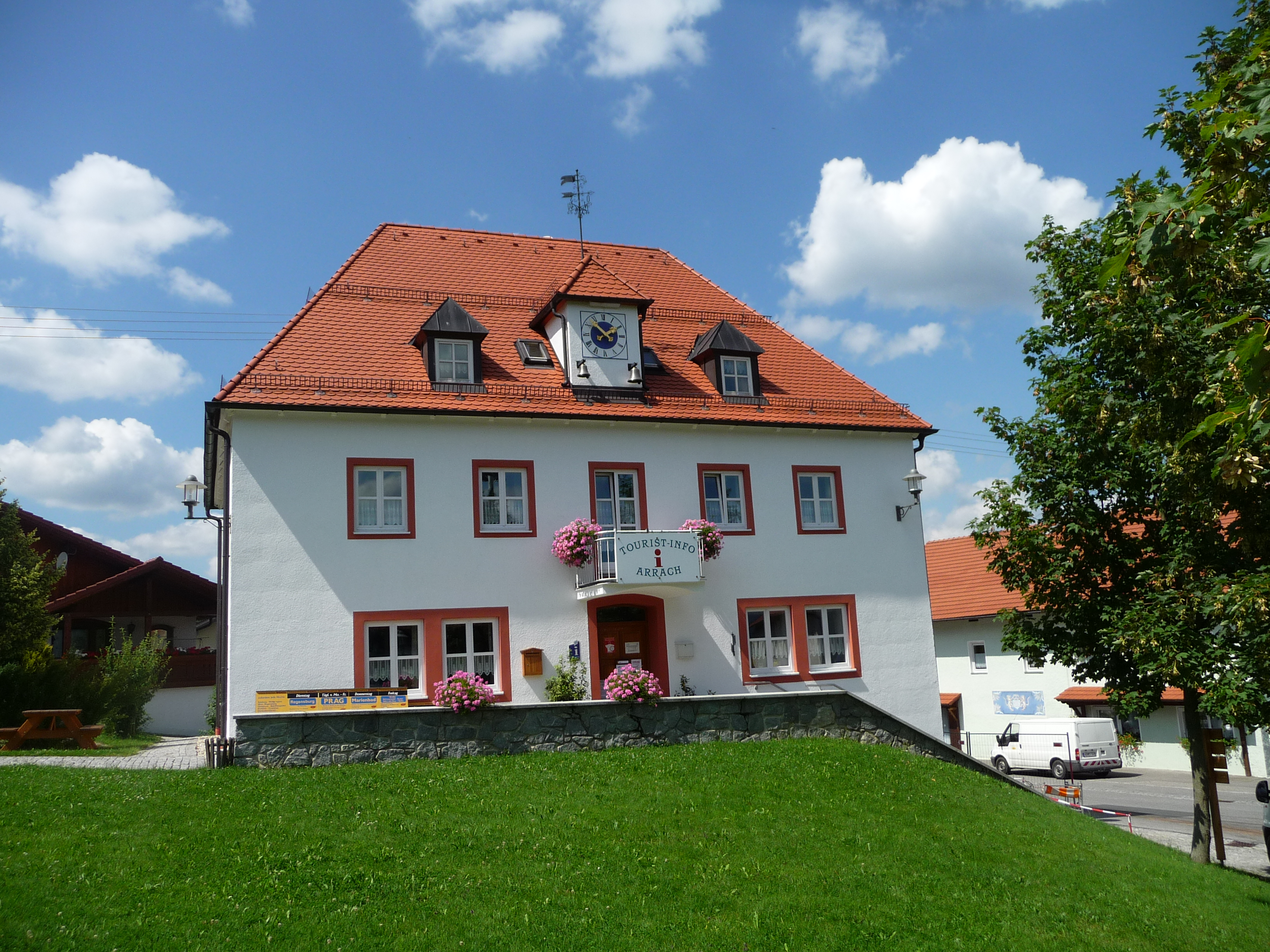
Tourist-Information auf dem Dorfplatz von Arrach

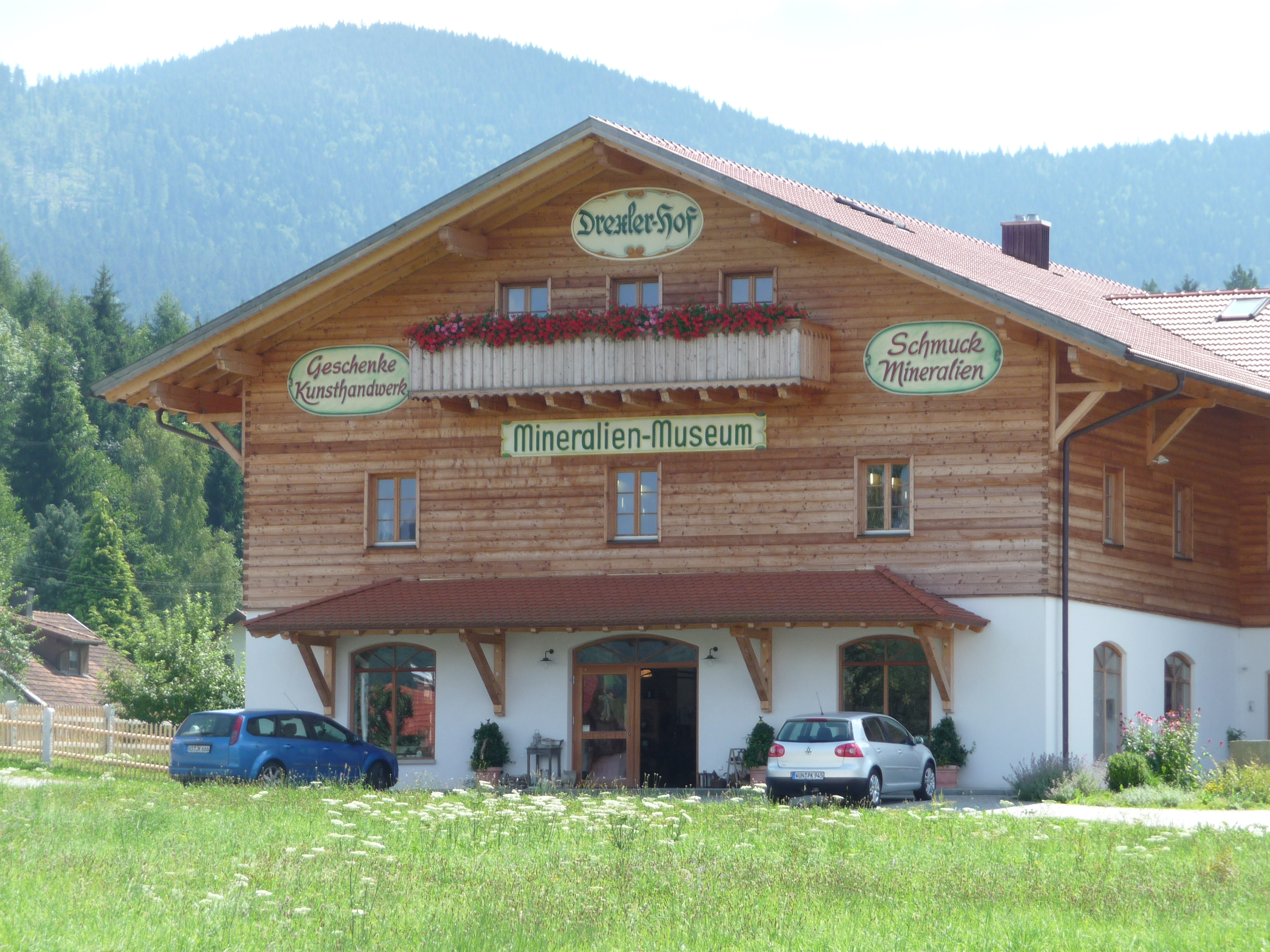
Der Drexler-Hof, Standort des Mineralienmuseums

Der Wohnplatz Vogelwiese ist kein Gemeindeteil.
Es gibt die Gemarkungen Arrach und Haibühl.

### Nachbargemeinden
- Lam
- Hohenwarth
- Neukirchen b. Hl. Blut
- Arnbruck

## Geschichte
Erstmals urkundlich erwähnt wurde Arrach im Jahre 1383. Seit dem 13. Jahrhundert war das Kloster Rott in diesem Gebiet begütert. Von 1580 bis 1592 erfolgte eine Neubesiedlung des Arracher Gebietes. Bis ins 17. Jahrhundert übte das Kloster Rott hier die Grundherrschaft aus.
Mit dem bayerischen Gemeindeedikt von 1818 entstand die Gemeinde Arrach mit den Teilorten
- Arrach
- Drittenzell
- Eck
- Eckelshof
- Großmühle
- Hintereschlsaign
- Kleß
- Ottmannszell
- Schönberg (abgebrochen)

Die heutige Gemeinde Arrach setzt sich aus den bis zur Gemeindegebietsreform selbstständigen Gemeinden Arrach und Haibühl, die am 1. Mai 1978 fusionierten. Das Rathaus der Gemeinde befindet sich in Haibühl.
Jahrhundertelang bildeten Land- und Forstwirtschaft sowie das Handwerk die Lebensgrundlage der Bevölkerung. Seit der Gemeindegebietsreform entstanden neue Wohn- und Gewerbegebiete. Der Tourismus entwickelte sich zu einem wichtigen Wirtschaftsfaktor. Die Zahl der Übernachtungen stieg seit 1978 von 54.000 auf 190.000 im Jahr 2007. Die erneuerte Tourist-Information bildet den Mittelpunkt des neu gestalteten Dorfplatzes von Arrach. 1999 wurde am Weißen Regen die Freizeitanlage „Seepark“ eingeweiht.

### Einwohnerentwicklung
Zwischen 1988 und 2018 sank die Einwohnerzahl von 2574 auf 2464 um 110 Einwohner bzw. um 4,3 %.
- 1961: 2068 Einwohner, davon 1183 in Haibühl
- 1970: 2167 Einwohner, davon 1146 in Haibühl
- 1978: 2070 Einwohner
- 1991: 2640 Einwohner
- 1995: 2789 Einwohner
- 2005: 2713 Einwohner
- 2010: 2630 Einwohner
- 2015: 2480 Einwohner

## Politik

### Gemeinderat
Gemeinderatswahl 2020
Der Gemeinderat hat 14 Mitglieder:
- CSU, Parteilose Wählergemeinschaft „Einigkeit“ und Freie Bürger (CSU-UWG/PWG „Einigkeit“/FB) 6 Sitze.
- Freie Wähler 8 Sitze.

### Bürgermeister
Erster Bürgermeister ist seit dem 1. Mai 2020 Gerhard Mühlbauer (Freie Wähler). Gerhard Mühlbauer setzte sich gegen Josef Schmid bei der Kommunalwahl am 15. März 2020 mit 57,3 % durch, Schmid erhielt lediglich 42,8 % der Stimmen. Sein Vorgänger war seit 1. Mai 2008 Sepp Schmid (Wählergemeinschaft „Einigkeit“).

### Wappen
|  | Blasonierung: „Gespalten von Silber und Rot; über gesenktem, von Blau und Gold gespaltenem Wellenbalken, vorne ein links gewendeter, golden gezungter roter Drachenrumpf, hinten die silberne Krümme eines Abtstabs.“ |
|  | |

## Verkehr

### Straßenverkehr
Die Hauptverkehrsadern Arrachs sind die Staatsstraßen St 2138 nach Lam bzw. Bad Kötzting und die St 2326 nach Viechtach. Direkte Verbindungen zu Autobahnen gibt es nicht, die nächstgelegenen sind die A 92 bei Deggendorf in 51 km Entfernung, die A 3 bei Bogen in 56 km Entfernung und die A 93 bei Schwandorf in 75 km Entfernung.

### Eisenbahnverkehr
Arrach liegt an der Bahnstrecke Cham–Lam und ist mit einem eigenen Haltepunkt vertreten. Es verkehren Züge der Oberpfalzbahn.

### Flugverkehr
Der nächste Flugplatz ist der Flugplatz Arnbruck in etwa zwölf Kilometer Entfernung.

## Wirtschaft

### Ortsansässige Unternehmen
Ein großer Arbeitgeber ist die Firma Möbel Vogl, die als Serienmöbelhersteller Möbelgroßabnehmer in aller Welt beliefert, außerdem sind zahlreiche Handwerks- und Einzelunternehmen mit innovativen Produkten vertreten. Hauptwirtschaftszweig ist im Luftkurort Arrach jedoch der Tourismus.

### Medien
- Kötztinger Umschau – Regionalausgabe der Mittelbayerischen Zeitung
- Kötztinger Zeitung – Regionalausgabe der Zeitungsgruppe Straubinger Tagblatt/Landshuter Zeitung

## Öffentliches Leben

### Bildung
- Kindergarten „St. Leonhard“ Arrach
- Waldkindergarten „Auf Gut Kless“ Arrach
- Volksschule Arrach im Ortsteil Haibühl[10]

### Tourismus
Das Gemeindegebiet ist als Luftkurort staatlich anerkannt.
Die Zahl der Übernachtungen in der Gemeinde Arrach pendelt seit zwei Jahrzehnten weitgehend stabil um 150 Tausend, zuletzt jedoch pandemiebedingt beeinträchtigt. Neben dem Feriendorf „Am Hohen Bogen“ mit rund 200 Ferienwohnungen und Appartements und zwei Hotels gibt es Gasthöfe und Cafés. Dazu kommen viele kleinere Pensionen und Appartements, die meist von privaten Gastgebern betrieben werden.

### Öffentliche Einrichtungen
- Rathaus im Gemeindeteil Haibühl
- Tourist-Information
- Filiale der Deutschen Post
- Sparkasse Arrach
- Raiffeisenbank Haibühl
- Schulsportanlage im Seepark
- Bücherei im „Wolfgangsheim“ Haibühl
- Freizeitanlage Seepark[7]

## Kultur und Sehenswürdigkeiten

### Museen

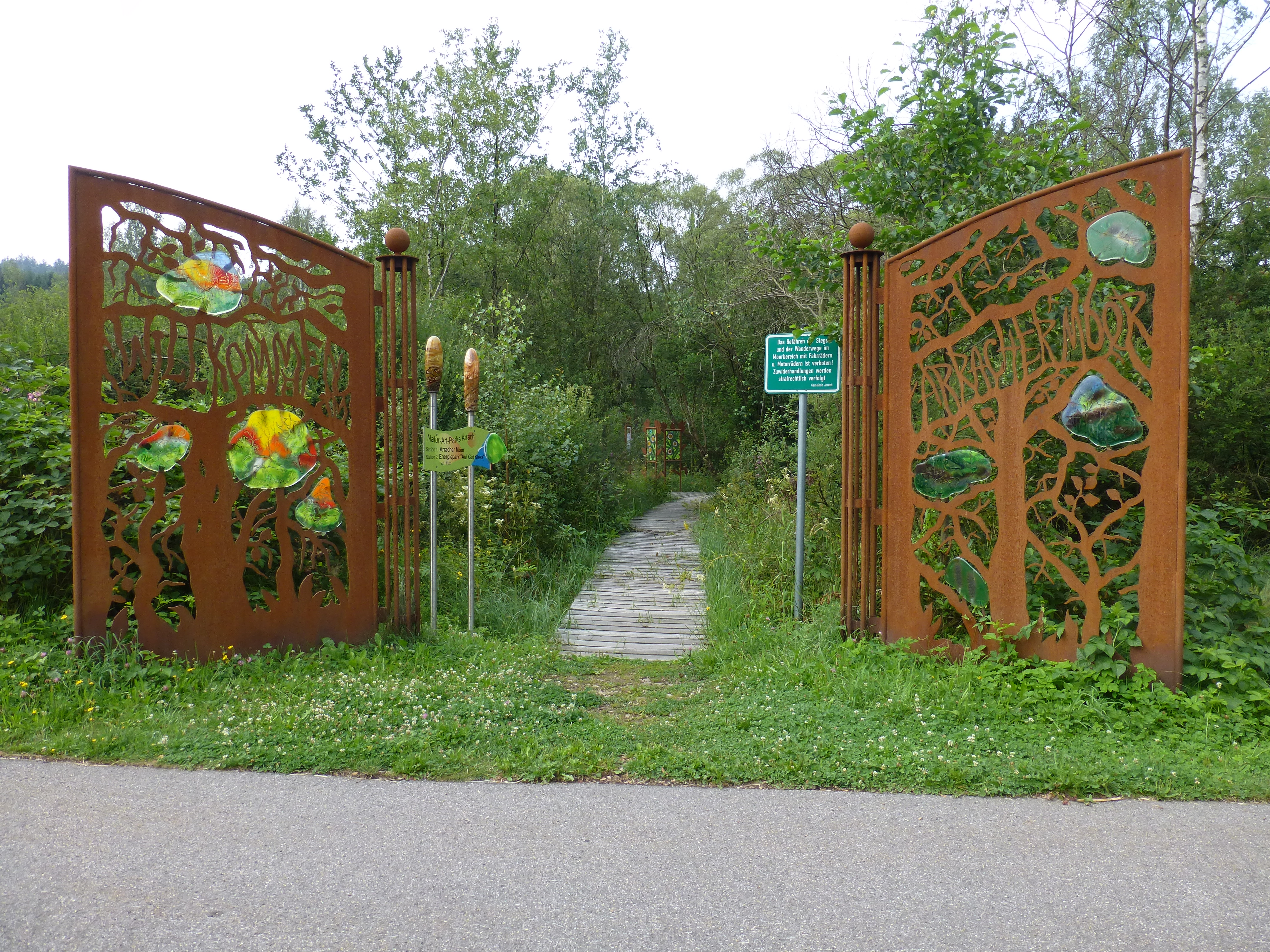
Eingang zum Moorlehrpfad am Arracher Moor

Das privat geführte Bayerwald-Handwerksmuseum zeigt alte Handwerksberufe der Region mit dem Schwerpunkt der Holzbearbeitung und die Nachbildung einer Bauernstube. In der angegliederten Destillerie wird der für die Region typische Bärwurz gebrannt.
Seit 2007 birgt der Drexler-Hof die Mineraliensammlung Alois Schmuderer. In 37 Vitrinen werden etwa 2000 Mineralstufen aus Ostbayern mit Schwerpunkt Bayrischer Wald präsentiert.
Natur-Art-Parks nennt sich eine einzigartige touristische Sehenswürdigkeit, deren Kernpunkt der sogenannte Klima-Terrain-Rundweg ist. Dieser Rundweg verbindet den Seepark mit dem Arracher Moor-Park (Naturschutzgebiet), den Energiepark auf Gut Kleß und den Drexler-Hof. Der Besucher erhält umfangreiche Informationen zur Natur und den Tieren in der Umgebung.

### Bauwerke
Der Bayerwald-Skywalk ist eine 2013 eingeweihte Aussichtsplattform östlich des Arracher Ortsteils Eck nahe der Grenze zur Nachbargemeinde Arnbruck. Das erste Bauwerk dieser Art im Bayerischen Wald bietet von seiner Plattform, die am vorderen Rand ca. 30 m über dem Abhang liegt, einen weiten Blick ins Zellertal und bei guter Sicht bis zu den Alpen.
Baudenkmale im Gemeindegebiet sind u. a.
- Pfarrkirche St. Wolfgang mit historischer Ausstattung in Haibühl
- Katholische Wallfahrtskirche Maria Schmerzensmutter in Ottenzell
- Denkmal für den Heimatdichter Maximilian Schmidt, genannt Waldschmidt

### Natur
- Naturschutzgebiet Moorgebiet bei Arrach
- Naturdenkmal Waldschmidtdenkmal (1134 m)
- Naturdenkmal Rauchröhren (1044 m)

## Sport
Die Gemeinde hat zwei erfolgreiche Eisstockschützen, die in der Nationalmannschaft schießen und Europameister geworden sind.